# Mniobia scarlatina
Mniobia scarlatina är en hjuldjursart som först beskrevs av Ehrenberg 1853.  Mniobia scarlatina ingår i släktet Mniobia och familjen Philodinidae. Arten är reproducerande i Sverige. Inga underarter finns listade i Catalogue of Life.